# Zbigniew Włosowicz
Zbigniew Maria Włosowicz (* 3. Mai 1955 in Krakau) ist ein polnischer Jurist und Diplomat.

## Leben
Włosowicz war von 1993 bis 1997 Botschafter bei den Vereinten Nationen, 2010 bis 2012 Staatssekretär im Verteidigungsministerium und von 2013 bis 2015 stellvertretender Leiter des Büros für nationale Sicherheit (BBN).
Zbigniew Włosowicz und der Leiter des BBN, Stanisław Koziej, gehören zu den 89 Personen aus der Europäischen Union, gegen die Moskau 2015 in Zusammenhang mit der Annexion der Krim durch Russland  ein Einreiseverbot verhängt hat.

## Auszeichnungen und Ehrungen
- Orden Polonia Restituta, Ritter (2015)[1]